# De Onbekende Beeldhouwer

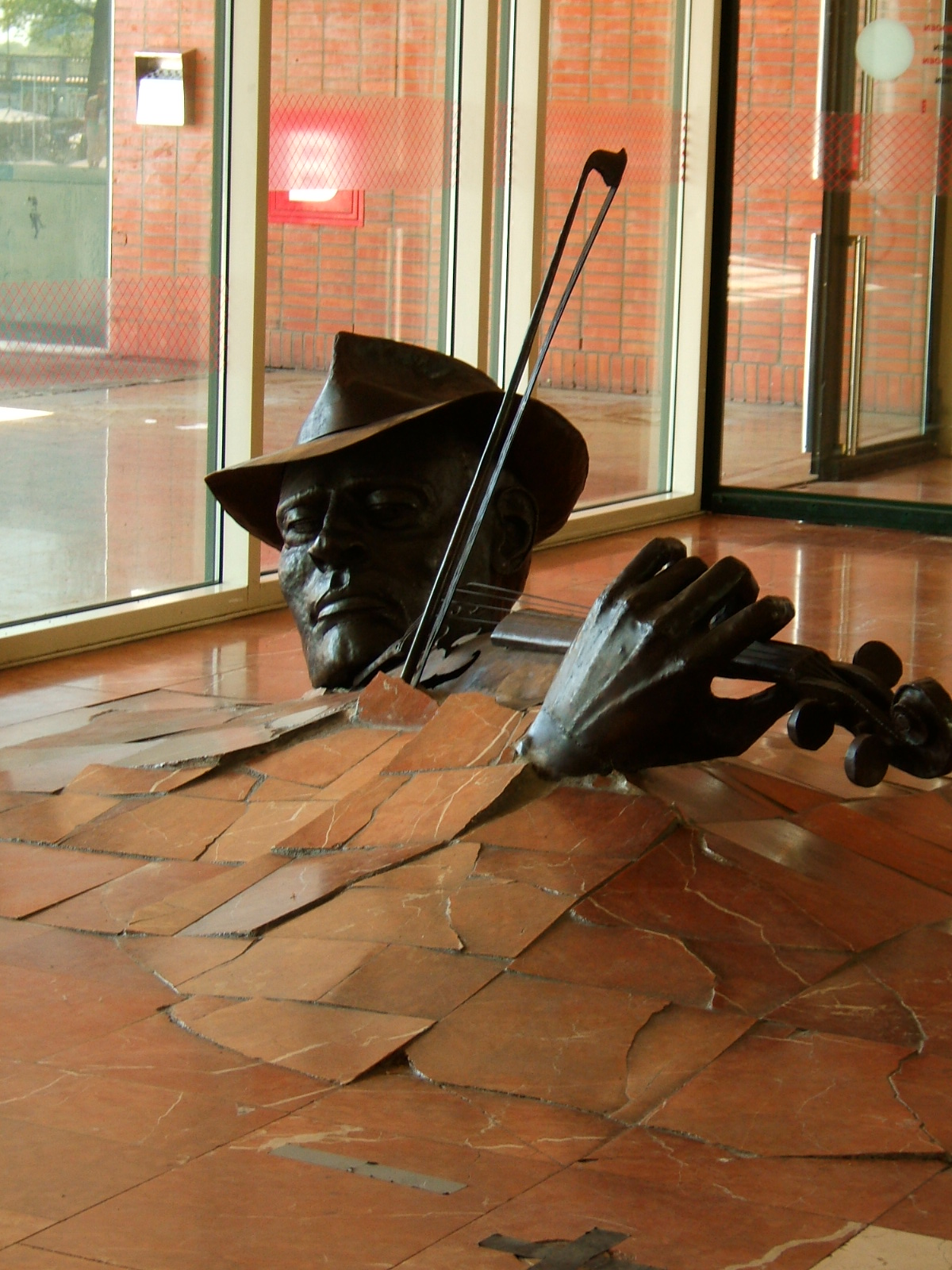
De violist, Stopera in Amsterdam

De Onbekende Beeldhouwer is een beeldhouwer die vanaf 1982 meerdere beelden anoniem heeft geplaatst c.q. heeft laten plaatsen.
Werken die aan hem, haar of hen worden toegeschreven, zijn:
- De blauwe vioolspeler of Man probeert lijn 10 te halen (1982), ijzer, bij de Raampoort in Amsterdam
- Boomzagertje (1989), ijzer, in het Leidsebosje bij het Leidseplein in Amsterdam
- Met de neus in de boeken (1990), ijzer (?), op het schoolplein aan de Van Hogendorplaan in Velsen
- De violist (1991), ijzer, in de Stopera in Amsterdam
- Borstplaat, Borsten of De gestreelde borst (1993), brons, Oudekerksplein in Amsterdam
- De harmonicaspeler (1994), ijzer, aan de gevel van Anjeliersstraat 175 Amsterdam
- Drie heertjes in gesprek (1995), ijzer en brons, in de Ten Katestraat hoek Borgerstraat in Amsterdam
- De non (1999), brons en koper, in Amersfoort (sinds 2007 Stadhuisplein op de binnenplaats van De Observant)

Er is wel gespeculeerd dat de beelden zijn gemaakt door kunstenaar Gene Holt, maar die in Amsterdam lijken in geen geval van hem. Een andere speculatie betreft (toen) koningin Beatrix, vanwege de grote invloed die nodig is om beeldhouwwerken op deze locaties anoniem geplaatst te kunnen krijgen. De gemeente Amsterdam werd eigenaar van De violist (en ook van de andere beelden) op voorwaarde dat de identiteit van de kunstenaar onbekend zou blijven.